# Dernakî, Iavoriv
Dernakî (în ucraineană Дернаки) este un sat în comuna Rohizno din raionul Iavoriv, regiunea Liov, Ucraina.

## Demografie
Componența lingvistică a localității Dernakî
     Ucraineană (100%)
Conform recensământului din 2001, toată populația localității Dernakî era vorbitoare de ucraineană (100%).